# Apsilochorema malayanum
Apsilochorema malayanum is een schietmot uit de
familie Hydrobiosidae. De soort komt voor in het Oriëntaals gebied.